# 科氏鏢鱸
科氏鏢鱸為輻鰭魚綱鱸形目鱸亞目河鱸科的其中一種，分布於美國阿肯色州及路易西安納州的淡水流域，體長可達7.4公分，棲息在植被生長、礫石底質的溪流。